# Möllendorffstraße 92/93
Das Mietshaus Möllendorffstraße 92/93 ist ein Wohngebäude im Ortsteil (Alt)-Lichtenberg des Berliner Bezirks Lichtenberg.
Das Eckgebäude wurde im Jahr 1930 bezogen und steht unter Denkmalschutz.

## Geschichte
Das Berliner Adressbuch weist im Jahr 1930 das Grundstück mit Baustellen aus. Dr Eigentümer, Unternehmer P. Schent, der ein Baugeschäft in Berlin betrieb, ließ den Wohnkomplex errichten und orientierte sich in der Bauhöhe, dem Materialseinsatz und der dezenten Farbgebung an den bereits vorhandenen Wohnhäusern nördlich.
Im Jahr 1943 werden als Besitzer die Schentschen Erben genannt.

## Beschreibung und Nutzung
Eine etwas abwechslungsreiche Gestaltung erreichte der Architekt durch die unterschiedlich breiten Sprossenfenster, durch einen leichten Fassadenrücksprung sowie durch eine höhenangepasste Bauweise an das südlich anschließende Eck-Wohngebäude Kielblockstraße 1 und damit an die Baudenkmale Kielblockstraße; letzteres ist aber fünfgeschossig ausgelegt. Außerdem besteht ein schmaler Lückenbau zwischen beiden kompakten Häusern.
Der Hauseingang ist in der zweiten (südlichen) Bauachse angelegt und erhielt ein mit Klinkern eingefasstes Aussehen. Direkt neben den beiden Hauseingängen gab es je einen Raum, der wohl für einen Hauswart genutzt worden war (siehe Bild).
Das Mietshaus hat(te) in den 1940er Jahren Wohnungen für 17 Familien.